# کامو (بلشویک)
سیمون آرشاکی تر-پتروسیان (ارمنی: Սիմոն Արշակի Տեր-Պետրոսյան مشهور به کامو؛ ۲۷ مهٔ ۱۸۸۲ – ۱۴ ژوئیهٔ ۱۹۲۲) سیاست‌مدار اهل ارمنستان-گرجستان بود. وی یک انقلابی قدیمی بلشویک بود که رهبری و سازماندهی سرقت ۱۹۰۷ از بانک تفلیس به‌عهده او بود.